# Пантон
Pantone Inc. (произн. Пантон) е американска компания с централа в Ню Джърси, САЩ.
Компанията е най-известна със своята система за съответствие на цветовете (Pantone Matching System, PMS), цветово пространство, собственост на Pantone, използвано от различни индустрии, основна от които е печатарската, но също и от текстилната индустрия, производителите на оцветители за лакове и др.
През октомври 2007 г. X-Rite Inc закупува Pantone Inc. за US$ 180 млн.  През 2012 г. X-Rite е купена от Danaher Corporation.